# Hugh O'Reilly (archevêque d'Armagh)
Pour les articles homonymes, voir Hugh O'Reilly.
Hugh O'Reilly (en irlandais : Aodh Ó Raghallaigh) est un prélat irlandais de l'Église catholique, né vers 1581 et mort en février 1653. Il est évêque de Kilmore de 1625 à 1628, puis archevêque d'Armagh et primat de toute l'Irlande (en) de 1628 à 1653.
Il est le fils de Maolmórdha Mac Aodh Ó Raghallaigh, issu de la lignée des O'Reilly, la principale famille du petit royaume d'East Breifne (en). Il est ainsi éligible à la position de chef sous le système du deirbhfhine (en).

## Parcours
O'Reilly est nommé évêque de Kilmore le 9 juin 1625,, et est consacré par l'archevêque de Dublin Thomas Fleming (en) à l'église Saint-Pierre de Drogheda au mois de juillet de la même année,. Il est fait archevêque d'Armagh et primat de toute l'Irlande par trois actes consistoriaux datés des 5 mai, 31 juillet et 31 août 1628.
En mars 1642, O'Reilly convoque un synode d'évêques à Kells, dans le comté de Meath, afin de délibérer au sujet de la rébellion en cours en Irlande depuis octobre 1641. Le synode demande l'arrêt des vols et des massacres de civils non armés, bien que la plupart des évêques présents considèrent que l'objectif de défense des droits des catholiques en alliance avec Charles Ier en font une guerre juste. Plusieurs membres du clergé rencontrent la noblesse catholique à Kilkenny à partir de mai 1642, ce qui engendre la formation de la Confédération irlandaise plus tard dans la même année. O'Reilly soutient la Confédération jusqu'à la fin de ses jours.
O'Reilly meurt en fonction en février 1653 à l'âge de 72 ans. Il est inhumé à Trinity Island, une île du Lough Oughter,, dans le comté de Cavan.